# Koh-e Baba
Koh-e Baba (Koh-i Baba; dari: سلسله کوه بابا, trb. Selsela-je Koh-e Baba) – pasmo górskie w Hindukuszu, w środkowym Afganistanie. Najwyższy szczyt, Szah Foladi, osiąga 5135 (lub 5143) m n.p.m. W górach znajdują się źródła rzek Hari Rod, Helmand, Kabul oraz Sorchab. Dominuje roślinność pustynna i stepowa.